# Natasza Urbańska

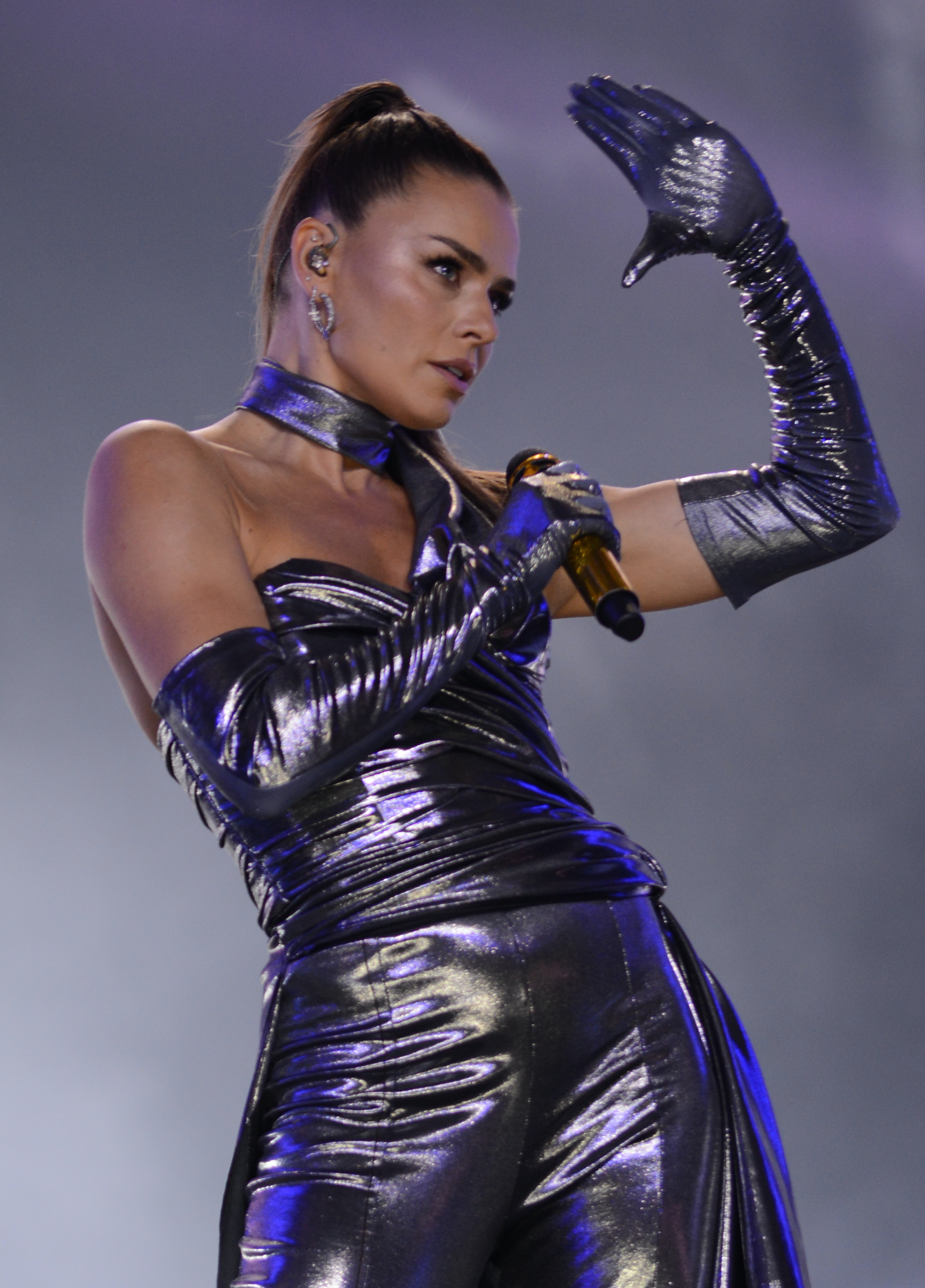
Natasza Urbańska (2022)

Natasza Urbańska (* 17. August 1977 in Warschau) ist eine polnische Schauspielerin und Popsängerin.

## Leben
Natasza Urbańska wurde ab 1993 als Musicaldarstellerin beim Studio Buffo in Warschau tätig. An den polnischen Vorausscheidungen zum Eurovision Song Contest nahm sie 2007 (3. Platz) und 2008 (2. Platz) teil.
In der polnischen Variante der Fernsehshow Dancing with the Stars nahm sie zusammen mit Jan Kliment im Jahr 2009 teil. Das Paar belegte im Finale der Show den zweiten Platz.
2011 spielte sie als Kabarettsängerin „Ola Raniewska“ im Kriegsdrama 1920 – Die letzte Schlacht mit. 2020 spielte sie als „Anna“ im Erotikdrama 365 Tage sowie auch 2022 in der Fortsetzung 365 Days.
Auch 2023 nahm sie wieder an der polnischen Vorauswahl zum Eurovision Song Contest teil. Mit dem Titel Lift You Up erreichte sie den 7. Platz.

## Filmografie
- 1997: Sztos
- 2005–2007: Fala zbrodni (Fernsehserie, 59 Folgen)
- 2011: 1920 – Die letzte Schlacht (1920 Bitwa Warszawska)
- 2020: 365 Tage (365 dni)
- 2022: 365 Days – Dieser Tag (365 dni: Ten dzień)

## Diskografie

### Alben
- 2008: Balkanika - Balkan Koncept
- 2009: Hity Buffo vol. 1 - Natasza Urbanska
- 2014: One

### Singles
- 2007: I Like It Loud
- 2008: Rozbaw Mnie
- 2008: Już nie zapomnisz mnie
- 2008: Blow over
- 2008: Wierne Róże
- 2009: Mała
- 2010: Love Stone Crazy
- 2010: Here I Am
- 2010: Listen To My Radio
- 2011: All The Wrong Places
- 2013: Muszę odejść
- 2014: Escamillo
- 2014: Rolowanie
- 2015: Hipnotyzuj mnie